# Cray-3/SSS
Il Cray-3/SSS era il progetto di un avveniristico supercomputer a parallelismo massivo che avrebbe legato un sistema Cray-3 a una nuova unità SIMD integrata direttamente nella memoria principale del sistema. Sembra che successivamente fu considerata al possibilità di utilizzare l'unità come espansione dei sistemi Cray T90 ma sembra improbabile che realmente delle unità T94/SSS siano state realmente costruite.
Il progetto SSS venne avviato dalla Cray Computer Corporation quando l'ingegnere Ken Lobst ideò una nuova modalità di implementazione dei computer paralleli. In un sistema non SIMD tipo la Connection Machine i processori elementari sono dei semplici processori con una memoria locale. I dati vengono passati da elemento a elemento durante la computazione e quindi il collo di bottiglia risulta essere la rete di collegamento dei processori. L'idea di Libst era di utilizzare la rete di collegamento del Cray-3 tra RAM e processore invece di utilizzare una rete separata. Questa soluzione avrebbe dovuto fornire un miglioramento delle prestazioni di un ordine di grandezza rispetto alla soluzione standard. Inoltre visto che la macchina avrebbe comunque incluso un Cray-3 i programmi avrebbero potuto utilizzare i processori vettoriali se risultava più conveniente per l'elaborazione.
Nel progetto non rimaneva che decidere la tipologia di processore SIMD. Dato che la macchina era dotata di processori vettoriali per svolgere le elaborazioni complesse si decise di utilizzare processori SIMD molto semplici, in grado di svolgere solo le operazioni più semplici. L'idea unicada del progetto SSS era di inserire i processori SIMD direttamente nei moduli della SRAM, in modo da fornire una banda elevatissima per le elaborazioni SIMD. La memoria usualmente viene organizzata in configurazione di matrice, con righe e colonne. Quando il processore accede alla memoria il controller della memoria seleziona la colonna corretta e preleva dalle righe blocchi di 32 o 64 bit di dati da inviare al processore. Nel progetto SSS una serie di processori SIMD a un singolo bit erano collegati alle righe della memoria in modo che il controller potesse selezionare la colonna con i dati e poi i processori avrebbero avuto accesso diretto ai dati. Questo permetteva di migliorare l'accesso di cento volte rispetto ad un accesso convenzionale. Tenendo conto inoltre della implementazione molto efficiente del bus della memoria la macchina poteva scalare meglio di ogni altra implementazione SIMD esistente sul mercato.
Nel 1994 la NSA commissionò alla CCC una macchina SSS con mezzo milione di processori, cioè 2048 processori per ogni chip di RAM. National Semiconductor venne scelta come produttore della macchina. Mark Norder e Jennifer Schrader hanno perfezionato il progetto per la produzione. Tuttavia il contratto venne annullato nel 1994 molto prima che fosse realizzato il prototipo e l'idea del Cray-3/SSS venne abbandonata.